# Drslav z Kravař a Fulneka
Drslav z Kravař a Fulneka († 1380) byl moravský šlechtic z rodu pánů z Kravař.

## Život
Jeho otcem byl Drslav z Kravař, matkou Eliška ze Šternberka. 
První písemná zmínka o Drslavovi pochází z roku 1365, kdy je uváděn jako klerik. Drslav však dráhu budoucího duchovního opustil a žil dále světským životem. Při dělení majetku po otci a strýci zdědil panství Bílovec a Fulnek.
Politického života se Drslav příliš neúčastnil, písemné zmínky se dotýkají spíše majetkových záležitostí. Není ani známo, jestli byl Drslav ženat, je však jisté, že roku 1380 zemřel bezdětný a že majetek zdědili jeho tři bratři.